# Tierra Grande
Tierra Grande – jednostka osadnicza w Stanach Zjednoczonych, w stanie Teksas, siedziba administracyjna hrabstwa Nueces.